# Pichitus
Pichitus is een geslacht van hooiwagens uit de familie Gonyleptidae.
De wetenschappelijke naam Pichitus is voor het eerst geldig gepubliceerd door Roewer in 1959. 

## Soorten
Pichitus is monotypisch en omvat slechts de volgende soort:
- Pichitus aniarmatus